# Паштрић
Паштрић је насеље у Србији у општини Мионица у Колубарском округу. Према попису из 2022. било је 479 становника.
У селу постоји споменик природе Рибница, назван по истоименој реци, који представља и духовни центар Горње Колубаре. У Рибници се налази црква Светих апостола Петра и Павла, стара школа, Шалитрена пећина, Рибничка пећина. Овде се одржава Сабор младих виолиниста „Ћемане”.
У организацији Еколошког покрета „Оквир живота” и породице Петровић у Паштрићу ради у Србији јединствени Музеј камена. Овде се налази Природни споменик Група од девет стабала липе.

## Демографија
У насељу Паштрић живи 465 пунолетних становника, а просечна старост становништва износи 40,9 година (39,1 код мушкараца и 42,5 код жена). У насељу има 168 домаћинстава, а просечан број чланова по домаћинству је 3,50.
Ово насеље је великим делом насељено Србима (према попису из 2002. године), а у последња три пописа, примећен је пораст у броју становника.
|  |

| Демографија | Демографија | Демографија |
| Година      | Становника  | Становника  |
| ----------- | ----------- | ----------- |
| 1948.       | 730         |             |
| 1953.       | 710         |             |
| 1961.       | 675         |             |
| 1971.       | 591         |             |
| 1981.       | 569         |             |
| 1991.       | 582         | 578         |
| 2002.       | 588         | 605         |

| Етнички састав према попису из 2002.‍ | Етнички састав према попису из 2002.‍ | Етнички састав према попису из 2002.‍ | Етнички састав према попису из 2002.‍ | Етнички састав према попису из 2002.‍ |
| ------------------------------------ | ------------------------------------ | ------------------------------------ | ------------------------------------ | ------------------------------------ |
|                                      |                                      |                                      |                                      |                                      |
| Срби                                 | Срби                                 |                                      | 580                                  | 98,63%                               |
| Македонци                            | Македонци                            |                                      | 1                                    | 0,17%                                |
| непознато                            | непознато                            |                                      | 6                                    | 1,02%                                |

| Година пописа     | 1948. | 1953. | 1961. | 1971. | 1981. | 1991. | 2002. |
| ----------------- | ----- | ----- | ----- | ----- | ----- | ----- | ----- |
| Број домаћинстава | 132   | 128   | 143   | 147   | 146   | 155   | 168   |

| Број чланова      | 1  | 2  | 3  | 4  | 5  | 6  | 7 | 8 | 9 | 10 и више | Просек |
| ----------------- | -- | -- | -- | -- | -- | -- | - | - | - | --------- | ------ |
| Број домаћинстава | 27 | 36 | 26 | 30 | 18 | 20 | 8 | 2 | 1 | 0         | 3,50   |

| Пол    | Укупно | Неожењен/Неудата | Ожењен/Удата | Удовац/Удовица | Разведен/Разведена | Непознато |
| ------ | ------ | ---------------- | ------------ | -------------- | ------------------ | --------- |
| Мушки  | 233    | 58               | 159          | 12             | 3                  | 1         |
| Женски | 254    | 34               | 163          | 45             | 12                 | 0         |
| УКУПНО | 487    | 92               | 322          | 57             | 15                 | 1         |

| Пол    | Укупно                    | Пољопривреда, лов и шумарство | Рибарство                            | Вађење руде и камена | Прерађивачка индустрија       |
| ------ | ------------------------- | ----------------------------- | ------------------------------------ | -------------------- | ----------------------------- |
| Мушки  | 142                       | 77                            | 0                                    | 0                    | 34                            |
| Женски | 104                       | 62                            | 0                                    | 0                    | 16                            |
| УКУПНО | 246                       | 139                           | 0                                    | 0                    | 50                            |
| Пол    | Производња и снабдевање   | Грађевинарство                | Трговина                             | Хотели и ресторани   | Саобраћај, складиштење и везе |
| Мушки  | 4                         | 7                             | 7                                    | 0                    | 7                             |
| Женски | 1                         | 1                             | 10                                   | 2                    | 2                             |
| УКУПНО | 5                         | 8                             | 17                                   | 2                    | 9                             |
| Пол    | Финансијско посредовање   | Некретнине                    | Државна управа и одбрана             | Образовање           | Здравствени и социјални рад   |
| Мушки  | 0                         | 1                             | 3                                    | 0                    | 1                             |
| Женски | 0                         | 1                             | 3                                    | 2                    | 2                             |
| УКУПНО | 0                         | 2                             | 6                                    | 2                    | 3                             |
| Пол    | Остале услужне активности | Приватна домаћинства          | Екстериторијалне организације и тела | Непознато            | Непознато                     |
| Мушки  | 0                         | 0                             | 0                                    | 1                    | 1                             |
| Женски | 1                         | 0                             | 0                                    | 1                    | 1                             |
| УКУПНО | 1                         | 0                             | 0                                    | 2                    | 2                             |

## Галерија
- Паштрић - панорама
- Паштрић - панорама
- Паштрић - панорама
- Паштрић - панорама
- Паштрић - панорама
- Паштрић - панорама
- Паштрић - Рибница - манастир
- Паштрић - Рибница - Рибничка пећина
- Паштрић - Рибница - Рибничка пећина
- Паштрић - Рибница - река Рибница